# Anders Pettersson (kampsportare)

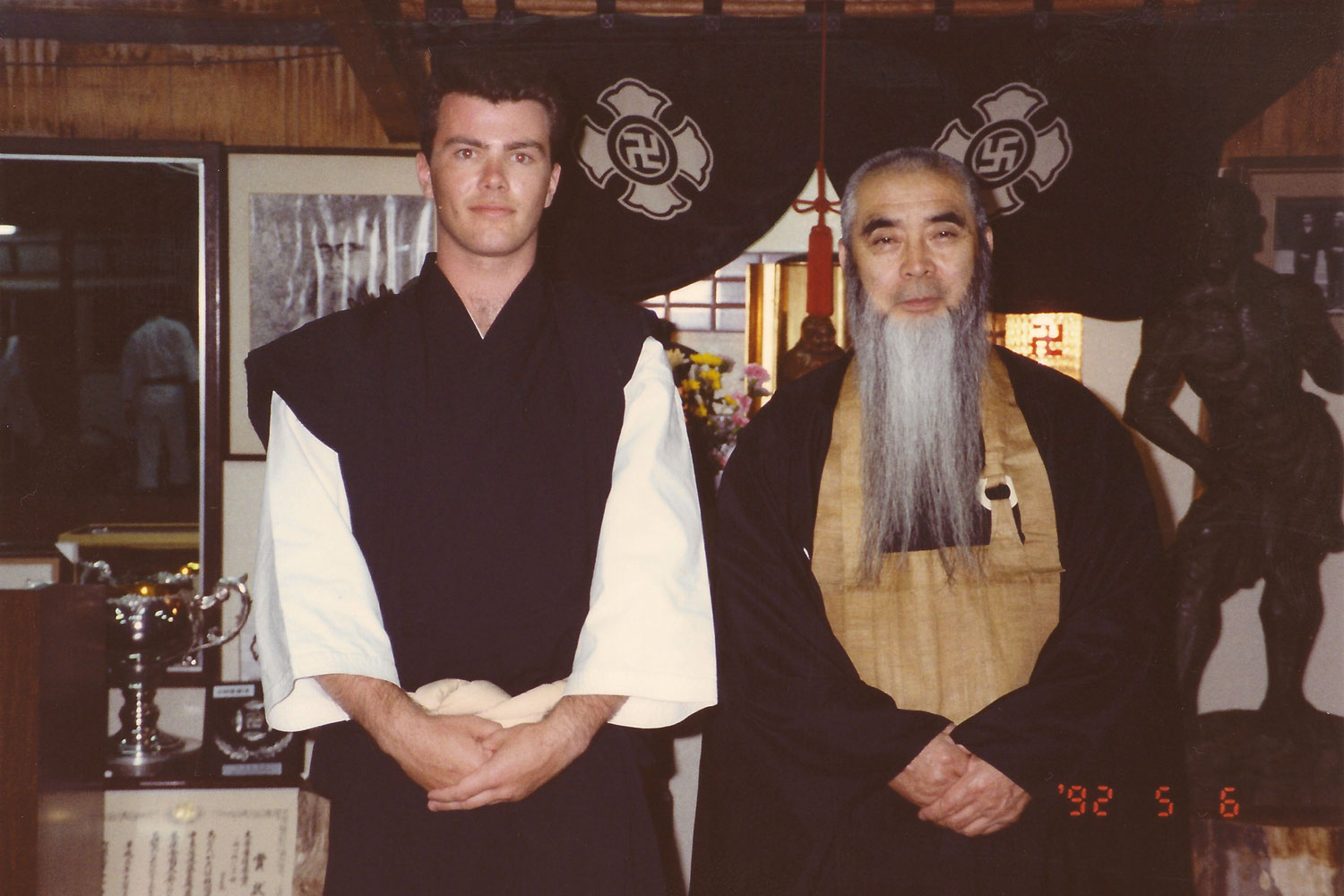
Anders Pettersson (till vänster), och Zeoh Morikawa (till höger) under Anders Petterssons vistelse i Rakutō-dōin 1992.

Anders Pettersson, född den 8 september 1966, är en Shorinji Kempoutövare från Karlstad. Han har uppnått graden 6 dan i Shorinji Kempo, och är ordförande i Svenska Shorinji Kempoförbundet.
Anders Pettersson började träna Shorinji Kempo i januari 1984, men han blev inte registrerad i World Shorinji Kempo Organization förrän 1985, med kisei 435. Han har besökt och tränat i Japan ett stort antal gånger - de flesta resorna har inkluderat besök på Hombu, Shorinji Kempos huvudkontor och Rakutō-dōin i Kyoto.

## Bildandet av Shorinji Kempo Karlstad Shibu
I september 1989 graderade Anders Pettersson till graden 2:a dan i Japan. I samband med hemkomsten från den resan skickades ansökningshandlingar om att formellt registrera en Shorinji Kempoförening - Shorinji Kempo Karlstad Shibu, vilket beviljades under våren 1990 med Anders Pettersson som huvudinstruktör - shibu-chō. Under samma period gick föreningen med i Svenska Budoförbundet, som numera heter Svenska Budo & Kampsportsförbundet.

## Kontakten med Rakutō-dōin
1987 tillbringade Tomokazu Kawahara från Rakutō-dōin ett knappt år i Sverige. Han bodde då i Visby, men gjorde även besök i Karlstad, där hand bland andra träffade och undervisade Anders Pettersson på helgläger. Följande år kom Kazuhito Morikawa, även han från Rakutō-dōin, till Sverige och tillbringade bland annat en månad med att undervisa i Karlstad.
Som en följd av detta tränade Anders Pettersson på Rakutō-dōin i Kyoto under c:a 3 månader 1992, från mars till maj. Sedan dess har han betraktat dess huvudinstruktör - dōin-chō - Zeoh Morikawa, far till Kazuhito Morikawa som tidigare besökt Karlstad, som sin huvudsakliga lärare.

## Grader
Den 22 februari 2013 graderade Anders Pettersson som första svensk genom tiderna till graden 6:e dan i Shorinji Kempo. Examinatörer var Kaname Onishi och Kazuhiro Kawashima. Han är 2014 fortfarande ensam om att ha uppnått denna grad i Sverige.

## Förtroendeuppdrag
Anders Pettersson har haft ett antal förtroendeuppdrag genom åren, och bland annat varit ordförande i Svenska Shorinji Kempoförbundet sedan det bildades 1993. Under perioden 2002 till 2006 var han rådsmedlem i World Shorinji Kempo Organization. Han har också haft förtroendeuppdrag inom Svenska Budo & Kampsportsförbundet.

## Utmärkelser
Anders Pettersson har vid fyra olika tillfällen nominerats i kategorin Årets traditionella utövare på Kampsportsgalan, som varje år arrangeras av Svenska Budo & Kampsportsförbundet. Den senaste gången han nominerades var 2019.